# Erwin Thaler
Erwin Thaler (n. 21 mai 1930, Innsbruck, Austria – d. 29 noiembrie 2001) a fost un bober ce a reprezentat Austria, medaliat olimpic. A participat la 2 ediții ale Jocurilor Olimpice (1964, 1968) în care a câștigat două medalii de argint.